# Петранович Василь

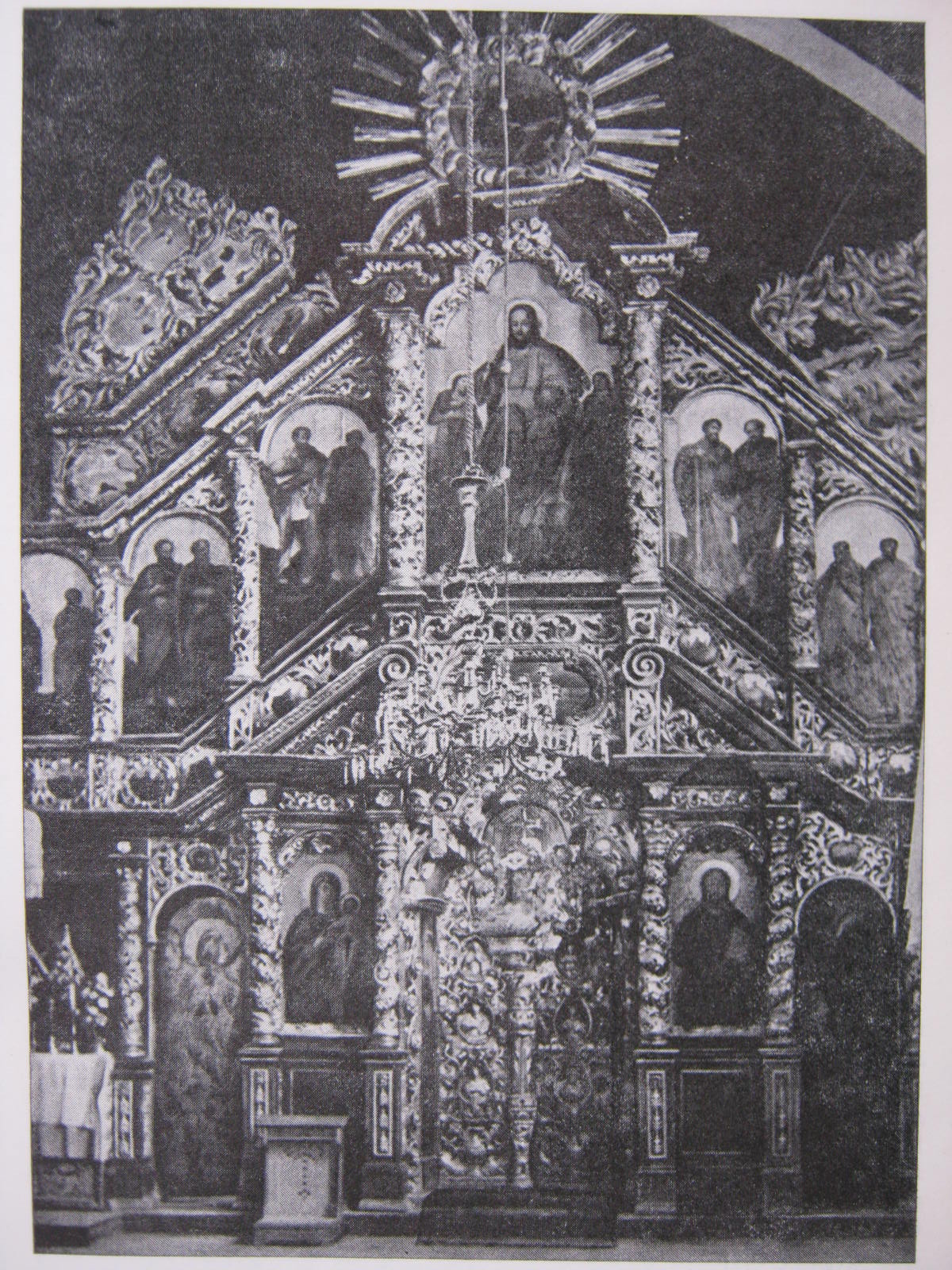
Іконостас Церкви Святого Миколая в Бучачі (старе фото)

Василь Петранович, або Василь Петрахнович; близько 1680 — 12 серпня 1759) — український митець (іконописець), міський урядник.

## Творчість
Був митцем високого рівня, в роботах відчутний європейський вишкіл (навчався в Римі). Представник Жовківської малярської школи. Учень Юрія Елевтерія Шимоновича-Семигиновського. Райця та війт міста Жовкви.
Автор (є документальні підтвердження):
- іконостасу церкви святого Миколая (Бучач; дослідження Володимира Вуйцика,[1] і Володимира Овсійчука[5]; 4-й (верхній) ряд (ярус) ікон після реставрації відсутній з 1980 року[6])
- іконостасу Миколаївської церкви Крехівського монастиря
- іконостасу Краснопущанського монастиря отців Василіян.

Ймовірно, разом зі Станіславом Отосельським автор іконостасу церкви святого Миколая у колишньому містечку Адамівці (нині частина Бережан).
У Жовкві його діяльності сприяв королевич Константій Владислав Собєський, на чиє замовлення ним було виконано, зокрема, копії ікон, розписи інтер'єрів Жовківського замку, разом з жовків'янином Лаврентієм Отосельським перепроектовували сад у Жовкві. У Бучачі працював разом з учнем, помічником Ст. Отосельським на замовлення власника міста Миколи Василя Потоцького, робота в 1749 році тривала. 

## Світлини робіт

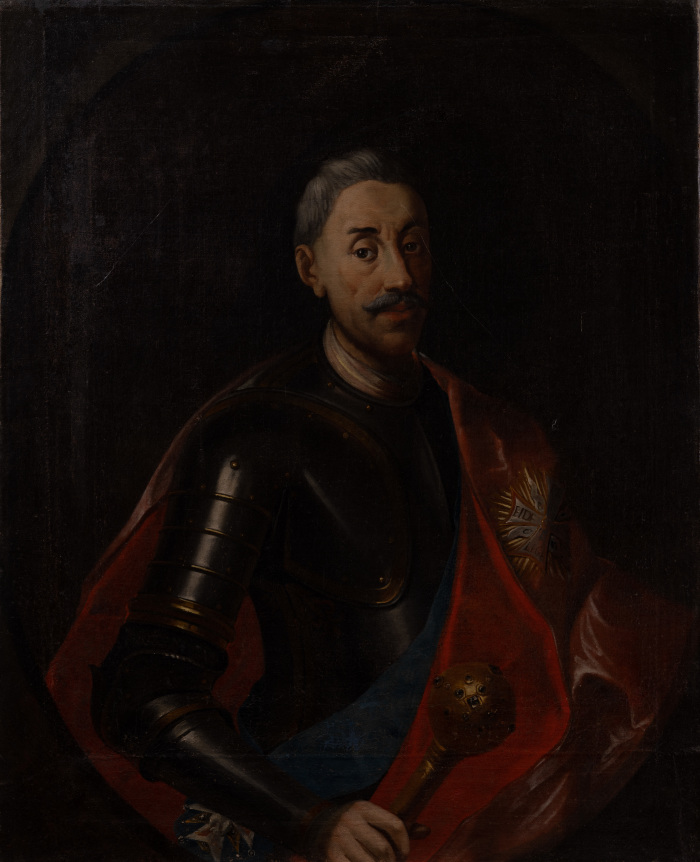
Портрет Станіслава Жевуського з колекції Підгорецького замку
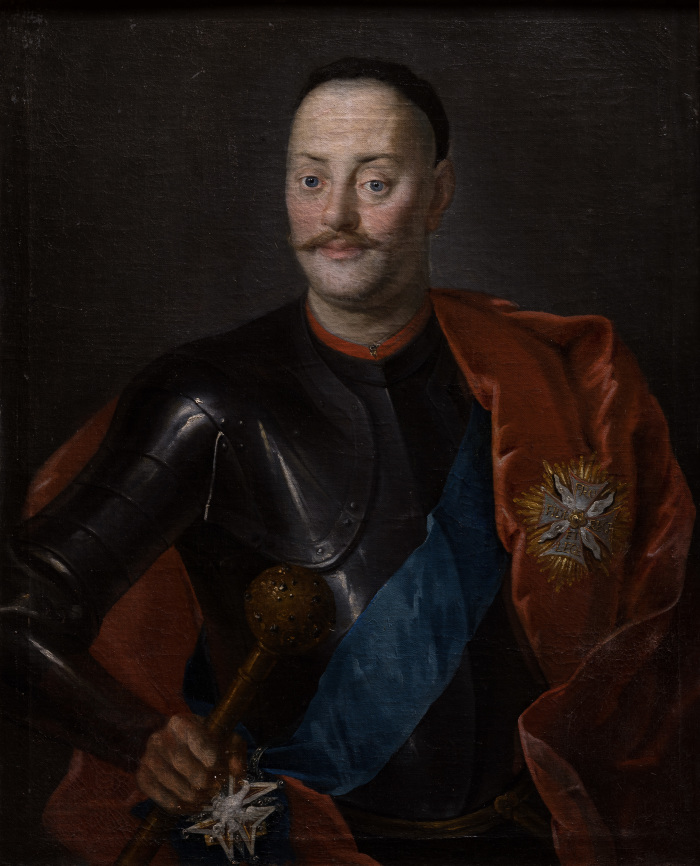
Портрет Вацлава Жевуського з колекції Підгорецького замку
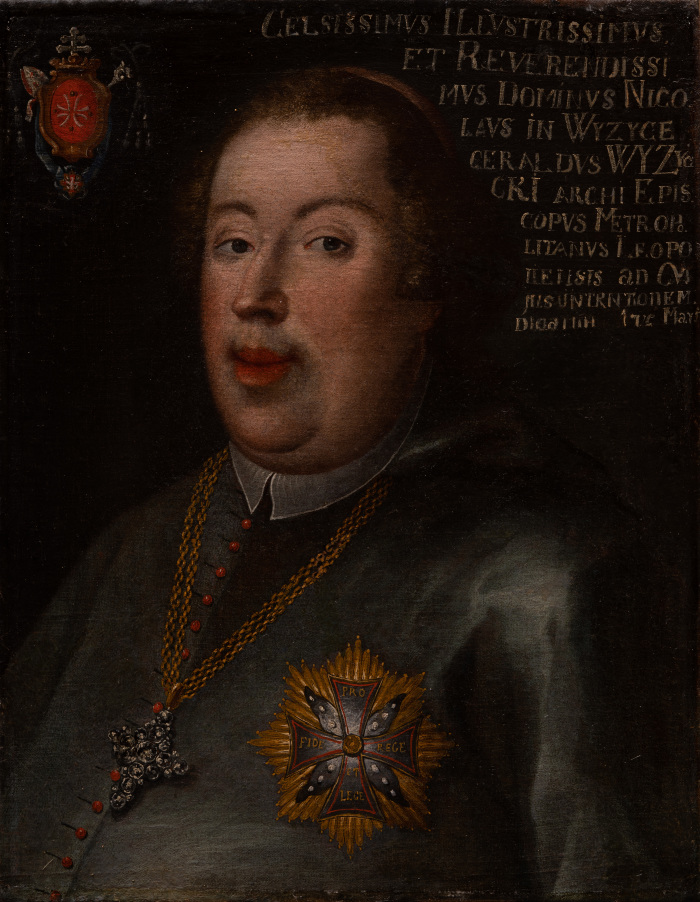
Портрет єпископа Миколи Вижицького